# طراحی یک قتل
طراحی یک قتل (به انگلیسی: Making a Killing) یک فیلم سینمایی کانادایی- آمریکایی در ژانر جنایی و معمایی محصول سال ۲۰۱۸ به نویسندگی، تهیه کنندگی و کارگردانی داوین هیوم است. این فیلم در تاریخ ۱۰ اوت ۲۰۱۸ در لس آنجلس یک اکران محدود داشت.

## داستان
دو برادر که در شهرشان از احترام زیادی برخوردارند قبول می‌کنند تا سکه‌های کمیابی را برای دوست‌شان که مرتکب جرم شده و به زندان افتاده‌است نگه دارند. اما زمانی که او آزاد می‌شود و سکه‌هایش را طلب می‌کند، این دو برادر نقشه‌ای می‌کشند برای قتل صاحب سکه‌ها…

## بازیگران
- مایک استار در نقش آرتور هرینگ
- جود مورن در نقش وینسنت هرینگ
- مایکل جای وایت در نقش اورلاندو هادسون
- کریستوفر لوید در نقش لوید میکی
- آلینا وارن زاخاری در نقش خانم آلاری[۱][۲][۳]